# Tony Judt
Tony Robert Judt (* 2. Januar 1948 in London; † 6. August 2010 in New York) war ein britisch-amerikanischer Historiker, der sich insbesondere mit der europäischen Geschichte des 20. Jahrhunderts beschäftigte. Ab dem Jahr 1995 war er Direktor des von ihm gegründeten Remarque-Instituts an der New York University. Einer breiteren Öffentlichkeit bekannt wurde Judt durch sein Buch Die Geschichte Europas von 1945 bis zur Gegenwart (2005). Im Jahr 1996 wurde Judt zum Fellow der American Academy of Arts and Sciences gewählt, im Jahr 2007 zum Fellow der British Academy. 

## Karriere
Judt studierte an der University of Cambridge sowie an der École normale supérieure (ENS) in Paris. Er erwarb in England 1969 den Bachelor of Arts und 1972 den Ph.D. in Geschichtswissenschaft. 1966 arbeitete er in einem Kibbuz in Machanajim und während des Sechstagekrieges 1967 als Fahrer und Übersetzer für die israelische Armee. Seine bis dahin prozionistische Haltung wurde aber immer mehr erschüttert. Judt trat 2003 durch ein Plädoyer für einen binationalen israelisch-palästinensischen Staat (Einstaatenlösung) für das Gebiet von Palästina hervor. Seine veränderte Haltung in dieser Frage führte dazu, dass ein Vortrag von ihm auf Druck der Anti-Defamation League abgesagt wurde und man andernorts für ihn Saalschutz anfordern musste.
Judt hatte eine paneuropäische Perspektive und betrachtete Europa als zusammengehörig. Er kritisierte Teile der 68er, da sie sich seiner Ansicht nach in Theorien verzettelten und dadurch ein verengtes Verständnis hinterließen. Er wandte sich auch gegen frühere Weggefährten, die nun die Bush-Regierung unterstützten und seiner Ansicht nach zu „linken Falken“ (englisch: “liberal hawks”) und „nützlichen Idioten“ geworden sind. Ebenfalls kritisch betrachtete Judt die jüngere Entwicklung Europas: der Westen habe eine gemeinsame moralische Sprache verlernt, mit der sich Solidarität begründen ließe. 
Während seiner zwei letzten Lebensjahre litt er an Amyotropher Lateralsklerose.
2006 wurde Judt mit dem Bruno-Kreisky-Preis für das politische Buch, 2007 mit dem Erich-Maria-Remarque-Friedenspreis und dem Hannah-Arendt-Preis (als „eine Persönlichkeit, die sich in der öffentlichen Debatte über Europa und den Westen … engagiert“) ausgezeichnet. Das Präsidium der Jüdischen Gemeinde Bremen äußerte Irritation über die Verleihung des Preises an Tony Judt, dem sie antizionistische Propaganda vorwarf, welche die Jury in ihrer Begründung verschweige. Zudem bemängelte die Gemeinde, dass die Preisverleihung an einem Freitagabend und die anschließende Diskussionsveranstaltung an einem Samstagmorgen stattfinden. Dadurch würden Juden, die den Shabbat begehen wollen, von einer Teilnahme ausgeschlossen.

## Werke
- Marxism and the French Left: Studies on Labour and Politics in France 1830–1982. Clarendon, Oxford 1990, ISBN 0-19-821578-9.
- A Grand Illusion? An Essay on Europe. Douglas & McIntyre, 1996, ISBN 0-8090-5093-5.
  - Große Illusion Europa. Herausforderungen und Gefahren einer Idee. Hanser, München/Wien 1996, ISBN 3-446-18755-3.
- The Burden of Responsibility: Blum, Camus, Aron, and the French Twentieth Century. University of Chicago Press, 1998, ISBN 0-226-41418-3.
- Socialism in Provence 1871–1914. A Study in the Origins of the Modern French Left. Cambridge University Press, 2000, ISBN 0-521-22172-2.
- Identity Politics in a Multilingual Age. Palgrave, New York 2004, ISBN 1-4039-6393-2.
- Postwar. A History of Europe Since 1945. Penguin, New York 2005, ISBN 1-59420-065-3.
  - Die Geschichte Europas von 1945 bis zur Gegenwart. Hanser, München/Wien 2006, ISBN 3-446-20777-5.
- Reappraisals. Reflections on the Forgotten 20th Century. Penguin, 2008, ISBN 978-1-59420-136-3.
  - Das vergessene 20. Jahrhundert. Die Rückkehr des politischen Intellektuellen. Hanser, München/Wien 2010, ISBN 978-3-446-23509-0.
- Ill Fares the Land. Penguin, New York 2010, ISBN 978-1-59420-276-6.
  - Dem Land geht es schlecht. Ein Traktat über unsere Unzufriedenheit. Hanser, München/Wien 2011, ISBN 978-3-446-23651-6.
- The Memory Chalet. Penguin, New York 2010, ISBN 978-1-59420-289-6.
  - Das Chalet der Erinnerungen. Aus dem Englischen von Matthias Fienbork. Hanser, München 2012, ISBN 978-3-446-23815-2.
- Mit Timothy Snyder: Thinking the Twentieth Century. Penguin, London 2012, ISBN 978-1-59420-323-7.
  - Nachdenken über das 20. Jahrhundert. Hanser, München 2013, ISBN 978-3-446-24139-8.
- Wenn sich die Fakten ändern. Fischer, Frankfurt am Main 2017, ISBN 978-3-10-002508-1.

## Auszeichnungen
- 2006: Bruno-Kreisky-Preis für das politische Buch (Hauptpreis)[9] für das Buch Geschichte Europas von 1945 bis zur Gegenwart
- 2007: Hannah Arendt-Preis der Heinrich-Böll-Stiftung und des Bremer Senats